# Мент (новела)
«Мент» — новела українського письменника Григорія Косинки. Етюд написано в 1920 році, в якому автор у нарисовій формі майстерно відтворив враження зі свого життя й опублікована в альманасі «Гроно». Твір присвячено Наталії Касьяновій, до неї ж автор і звертається впродовж всього твору.

## Історія написання
Етюд вперше було видруковано в Києві в 1920 року в збірці «Гроно» — складеній літературно-мистецькою групою «Гроно». На початку 20-х років у Києві згуртувалася літературно-мистецька група «Гроно», до якої ввійшли, крім Г. Косинки та її організатора В. Поліщука, також М. Терещенко, Д. Загул, П. Филипович, М. Любченко та ін. «Гронівці» виступали за тісний зв’язок літератури з життям, за мистецтво, доступне «для якнайширшого загалу, для пролетарських мас». 
Група «Гроно» влаштовувала літературні вечірки в робітничих клубах і студентських гуртожитках, на яких молоді митці читали свої твори. Особливо великою популярністю в слухачів користувався Г. Косинка. А читав він свої новели напам’ять, як вірші. Саме на такому зібранні і зачитав Косинка, вперше свій лист до Наталі - «Мент».
Етюд «Мент» (як і ескіз «Під брамою собору») — данина письменника самодостатнім імпресіоністичним поетикам. Цей твір — образок «живого чуття» поміж «канцелярського болота» — винесений, мабуть, із вражень під час служби Косинки в земській управі. Стилістично тяжіє до наслідування раннього українського модерну. Можна стверджувати, що такого плану твір - нехарактерний для Косинчиної творчості (хоча б тим, що темою є міське життя), але це — свідчення пошуків автором «своєї» — найближчої за світовідчуттям і світоусвідомленням — традиції, до котрої Косинка має намір долучитися.
Автор обрав неочікувану, модерну манеру письма, змушуючи читача читати чужого листа. Таким чином він розвернув читача, наче саме в ту епоху, і вони разом пишуть звернення до Наталі:
|  | Восени. Коли осінні дощі плачуть над мертвою природою, а вітер, революціонер її, буйно бенкетує свою перемогу, я, Наталю, заздрю йому — його вічній красі і силі... |

## Стилістичні особливості
Уже в ранніх творах Косинки дослідники відокремили головну особливість - його тяглоість до імпресіонізму. Характерним для імпресіоністичної поетики Григорія Косинки є використання алогічних, фрагментарних, обірваних, майже не пов’язаних між собою реплік дійових осіб, що особливо помітно в оповідці «Мент». А більшість тем, діалогів та подій він черпав зі свого життя, тому всі ці твори мають риси автобіографічності.

## Образи
- Оповідач — працівник установи/канцелярії;

## Критика
На особливості ранніх творів Григорія Косинки ще в 1924 році вказував Максим Рильський, зазначивши, зокрема, що художня манера письменника «стрімка, похаплива, бадьора і до певної міри фотографічно-імпресіоністична». Для окремих з них характерний лірико-імпресіоністичний стиль, або, як називає його В. Фащенко, «штрихова стилістика». Така манера письма й визначила побудову ранніх творів. Композиція їх «фрагментарна, асоціативна. Сюжетний рух має пульсуючий, стрибкоподібний характер, що відповідає блискавичній зміні настроїв оповідача або персонажа». В окремих творах важко визначити зав'язку, розвиток дії, навіть кульмінацію — ті необхідні компоненти традиційного оповідання, які характерні для пізніших новел. Деякі з цих компонентів, власне, і відсутні, їх функції часто виконує глибокий підтекст, що дає можливість читачеві з’єднати хаотично розпорошені епізоди й ситуації, які автор змальовує кількома мазками, та самому домислити дію. Тому велике смислове навантаження в косинчиній новелі несуть економна фраза, короткі, уривчаті, емоційно забарвлені діалоги.
О. А. Хоменко характеризує твір як «виразно експериментальний, в якому вирізняється найперше органічна єдність описово-зображальних фрагментів та внутрішніх монологів ліричного героя — а понад усе і в нервовій напруженості рядка, і в «огрубленому» побутовізмі прямої мови з'являється всеохопно-віталістичне прагнення прорватися крізь шкаралупу узвичаєних канцелярських буднів до справжньої творчості і справжнього життя»:
|  | Перед нами обрії краси і руху... Творчість. А так — ми страдники рідної землі. Безнадійні. І протестує-гукає, Наталю, моя душа: до бою всі лиха, всі чорти!.. Я, я, я... Все — я!.. |

## Бібліографічний опис

### Перше видання
- 1920 року збірка «Гроно» — книжечка-зібрання, складена літературно-мистецькою групою «Гроно» (Київ). Оригінал друкованого документу зберігається в ЦНБ АН України. Рукописний відділ, ф.54, №3, №4, ф.248, №9.

### Публікації
Надалі вже новела публікувалася в авторських збірках.
- Косинка Г. В житах : оповідання / Г. Косинка. — Харків : Держ. вид-во України, 1926. — 188, [4] с. — (Бібліотека українських письменників).;

- Косинка Г. Вибрані оповідання / Г. Косинка. — Вид. 2-ге. — Київ ; Харків : Держ. вид-во України, 1929,—-228 с.;

Потім тривалий час творчість Косинки замовчувалася, лише з середини ХХ століття він повернувся до читача, а за ним і новела «На бураки».
- Косинка Г.  Твори / Г. Косинка. — Київ : Молодь, 1972. — 222 с., [4] арк іл. — (Шкільна бібліотека). Вибрані твори. — Харків : Ранок, 2009. — 334, [1] с. — (Серія "Українські класики" : у 12 т.; т. 5);

- Косинка Г. Гармонія : новели / Г. Косинка. — Киш : Дніпро, 1981. — 222 с.;

- Косинка Г. Гармонія : оповідання, публіцистика, спогади про Григорія Косинку / Г. Косинка. — Київ : Дніпро, 1988. — 604, [1] с., [13] арк іл.;

- Косинка Г. Заквітчаний сон : оповідання, спогади про Г. Косинку / Г. Косинка. — Київ : Веселка, 1990. — 285, [2] с. [4] арк іл., портр.;

- Косинка Г. Вибрані твори / Г. Косинка. — Київ : ЛДЛ, 2002. — 190, [1] с.: портр.;

- Косинка Г. В житах : [оповідання] / Г. Косинка. — Київ : Школа, 2007. — 300, [2] с. — (Бібліотека шкільної класики).;

- Косинка Г. Вечірні тіні: оповідання / Г. Косинка. — Харків : Важпромавтоматика, 2007. — 320 с.: портр. — (Серія "Грамота").

## Цікаві факти
- Етюд-оповідання «Мент» був виданий у колективній збірочці творчого гурту «Гронівців»
- «Мент» — один із небагатьох етюдів, в якому автор відобразив урбаністичні нюанси тогочасся: один із епізодів життя тогочасного міста.